# Adrenergički antagonist
Adrenergic antagonist je farmaceutska supstanca koja deluje tako što inhibira dejstvo adrenergičkih receptora. On je tip simpatolitika. Adrenergic antagonisti imaju suprotan efekat sa adrenerginim agonistima.
Adrenergic antagonist i se dele u dve grupe:
- Alfa blokatori
- Beta blokatori

## Odnos strukture i aktivnosti
Ako se amin adrenergičkog agonista zameni većim tercijarnim butilom, jedinjenje postaje adrenergični antagonist.

## Spoljašnje veze
- Adrenergic+antagonists на 